# Mont-Dol
Mont-Dol (bret. Menez-Dol) – miejscowość i gmina we Francji, w regionie Bretania, w departamencie Ille-et-Vilaine.
Według danych na rok 1990 gminę zamieszkiwało 1111 osób, a gęstość zaludnienia wynosiła 42 osoby/km² (wśród 1269 gmin Bretanii Mont-Dol plasuje się na 537. miejscu pod względem liczby ludności, natomiast pod względem powierzchni na miejscu 340.).